# کمروف
شهر کمروف (به روسی: Кемерово) در کشور روسیه و در اوبلاست کمروو واقع شده‌است.